# Bolivisión
Bolivisión é uma rede de televisão comercial da Bolívia lançado em setembro de 1985, foi fundado por Ernesto Asbún e atualmente é de propriedade do conglomerado Albavisión.